# Stop the music
Stop the music – drugi singel Namie Amuro w wytwórni EMI Music Japan w zespole Super Monkey’s. Został wydany 24 lipca 1995 roku przez wytwórnię EMI Music Japan. Utwór tytułowy jest coverem utworu Sophie z 1992 roku. Singel osiągnął 4. pozycję w rankingu Oricon. W pierwszym tygodniu sprzedano 174 020 kopii, natomiast 528 160 całościowo.
Stop the Music jest siódmym i ostatnim singlem nagranym przez piosenkarkę z zespołem Super Monkey’s. Po wydaniu płyty Amuro podpisała kontrakt z wytwórnią Avex Trax. Jesienią 1995 wydała swój pierwszy singel w nowej wytwórni – Body Feels EXIT. Płyta Stop the music znalazła się na 65. miejscu najlepiej sprzedających się singli w 1995 roku w Japonii.

## Lista utworów
| 1. | Stop the music                    | 3:40  |
|    |                                   |       |
| 2. | GOOD-NIGHT                        | 5:11  |
|    |                                   |       |
| 3. | Stop the music (ORIGINAL KARAOKE) | 3:40  |
|    |                                   |       |
| 4. | GOOD-NIGHT (ORIGINAL KARAOKE)     | 5:07  |
|    |                                   |       |
|    |                                   | 17:38 |
|    |                                   |       |

## Oricon
| Diagram                                                    | Pozycja |
| ---------------------------------------------------------- | ------- |
| Dzienny diagram Oricon (w pierwszym dniu sprzedaży)        | -       |
| Tygodniowy diagram Oricon (w pierwszym tygodniu sprzedaży) | #4      |
| Miesięczny diagram Oricon (w pierwszym miesiącu sprzedaży) | #8      |
| Roczny diagram Oricon                                      | #65     |